# Ciencia y tecnología en Albania
El gasto en investigación científica y desarrollo en Albania no supera el 0,18% del PIB, lo que supone el nivel más bajo de Europa. La competitividad económica y las exportaciones son bajas, y la economía sigue estando muy sesgada hacia la baja tecnología.

## Descripción general
Desde 1993, los recursos humanos en ciencias y tecnología han disminuido drásticamente.
Diversas encuestas muestran que durante 1990-1999 aproximadamente el 40% de los profesores e investigadores científicos de las universidades e instituciones científicas del país han emigrado.
Las fuerzas impulsoras de la fuga de cerebros se encuentran en el deterioro de las condiciones económicas de vida, la falta de infraestructuras y fondos de última generación que constituyen serios obstáculos para la investigación. Albania ocupó el puesto 83 en el Índice Mundial de Innovación en 2023.

## Estrategia nacional para el desarrollo científico
Sin embargo, en 2009 el gobierno aprobó la "Estrategia Nacional para la Ciencia, la Tecnología y la Innovación en Albania que abarca el período 2009-2015. El documento fue coordinado por el Departamento de Estrategia y Coordinación de Donantes del Gabinete del primer ministro, en cooperación con el Ministerio de Educación y Ciencia y con la asistencia de la Unesco.
Fija cinco objetivos estratégicos para 2015:
- triplicar el gasto público en investigación y desarrollo (I&D) hasta el 0,6% del PIB;
- aumentar la proporción del gasto interno bruto en investigación y desarrollo procedente del extranjero, incluso a través de los Programas Marco de Investigación de la Unión Europea, hasta el punto de que cubra el 40% del gasto en investigación;
- crear cuatro o cinco centros albaneses de excelencia en ciencia que estarán equipados con equipo de laboratorio específico y espacios de trabajo que podrían utilizarse para la preincubación, los ensayos, la certificación, etc., de las nuevas empresas de base tecnológica;
- duplicar el número de investigadores, tanto a través de incentivos para la "ganancia de cerebros", como un plan de becas para investigadores que regresan, como a través de la formación de nuevos investigadores, incluidos 500 doctores: esto implicará la creación de hasta tres nuevos programas de doctorado en universidades albanesas;
- estimular la innovación en 100 empresas, ya sea a través de la inversión en investigación y desarrollo locales o a través de consorcios con institutos académicos de investigación o socios extranjeros.[4]

La Estrategia se aplicará en sinergia con otras estrategias sectoriales y teniendo en cuenta la Estrategia de Educación Superior de Albania adoptada en 2008 y la Estrategia Nacional de Desarrollo e Integración (2007-2013). Este último subraya la importancia de modernizar sectores económicos como la industria agroalimentaria y el turismo. También subraya la importancia estratégica de la gestión de la energía, el medio ambiente y los recursos hídricos. Las partes interesadas han propuesto dar prioridad a campos de investigación como la agricultura y la alimentación, las tecnologías de la información y la comunicación (TIC), la salud pública, la albanología y las humanidades, los recursos naturales, la biotecnología, la biodiversidad, la defensa y la seguridad. Otra característica del desarrollo de la tecnología de la información es el e-learning. Ahora en Albania también se ofrecen cursos en línea.
La Unión Europea ha establecido objetivos claros para la investigación y la innovación como parte de su Estrategia de Lisboa para convertirse en la economía más competitiva del mundo. Al igual que otros países de los Balcanes Occidentales que aspiran a adherirse a la Unión Europea, Albania se está quedando atrás en el proceso de desarrollo, habiéndose centrado en los últimos años en sentar las bases del crecimiento económico.
El vice primer ministro, Genc Pollo, reconoce que "las altas tasas de desarrollo socioeconómico requeridas en el proceso de adhesión de Albania a la Organización del Tratado del Atlántico Norte (OTAN) (ahora miembro) y la adhesión a la UE requieren el fortalecimiento del papel de la ciencia, la tecnología y la innovación en nuestra sociedad".
En agosto de 2009, el gobierno aprobó la creación de la Agencia Albanesa de Investigación, Tecnología e Innovación para mejorar la implementación de políticas.
En 2006, el gobierno albanés emprendió una profunda reforma del sistema de investigación científica. La Academia de Ciencias se reorganizó siguiendo el modelo de muchos otros países europeos; En la actualidad funciona a través de una comunidad selecta de científicos y ya no administra institutos de investigación, ya que éstos se han integrado en el sistema de educación superior. Se han creado dos nuevas facultades: la Facultad de Tecnología de la Información de la Universidad Politécnica de Tirana y la Facultad de Biotecnología y Alimentación de la Universidad Agrícola de Tirana. La Universidad de Tirana también ha adquirido un Centro de Física Aplicada y Nuclear y un Departamento de Biotecnología. También se han creado doce organismos gubernamentales y centros de transferencia de tecnología.

## Personal
Hasta hace poco, las estadísticas de investigación y desarrollo e innovación no se recopilaban en Albania según los estándares de la OCDE, Eurostat o la UNESCO. A principios de este año se puso en marcha una primera encuesta de institutos públicos y académicos, y actualmente se está llevando a cabo una encuesta sobre investigación y desarrollo empresarial e innovación, ambas con el apoyo de la UNESCO.
Las restrictivas normas de visado también dificultan el intercambio científico y el empleo temporal en el extranjero.
En Albania hay un total de 578 trabajadores científicos:
- 274 en la Academia de Ciencias
- 304 en las instituciones de investigación y desarrollo de los ministerios[1]

El número de personal en investigación y desarrollo en Albania es de aproximadamente 0,2 por cada 1000 habitantes.